# Oricopis setipennis
Oricopis setipennis là một loài bọ cánh cứng trong họ Cerambycidae.